# José Gutiérrez Arranz
José Gutiérrez Arranz (14. dubna 1883, Zuzones – 28. července 1936, Belinchón) byl španělský římskokatolický kněz, řeholník Řádu augustiniánů a mučedník. Katolická církev ho uctívá jako blahoslaveného.

## Život
Narodil se 14. dubna 1883 v Zuzones jako syn Sergia a Saturniny.
Od útlého věku toužil po kněžství a vstoupil do semináře v Burgo de Osma. Poté požádal o přijetí do noviciátu Augustiniánů ve Valladolidu. Roku 1902 dokončil studia a složil své věčné sliby. Působil v klášteře Santa María de La Vid v obci La Vid y Barrios. Následně působil ve škole Ave María v Granadě. Sloužil také v Cantabrianské kolejí v Santaderu. Byl vysvěcen na kněze.
Roku 1929 byl jmenován vicerektorem a novicmistrem kláštera Santa María de La Vid. Od roku 1933 byl představeným semináře v Uclés.
Po vypuknutí španělské občanské války a počátku pronásledování katolické církve roku 1936 musel uzavřít klášter.
Dne 27. července 1936 byl zatčen spolu se spolubratry Josém Aureliem Calleja de Hierro, Enriquem Serra Chorro, Antolínem Astorgou Díezem, diecézním knězem Vicentem Toledano Valenciano a několika studenty. Otec José Gutiérrez prosil milicionáře aby studenty propustili, což se stalo.
V noci byli odvezeni na místo zvané Las Emes poblíž Belinchónu a zde zastřeleni.

## Proces blahořečení
Dne 2. června 1953 byl zahájen jeho proces blahořečení. Do stejného procesu bylo zařazení také tři jeho spolubratři a kněz Vicente Toledano Valenciano. Následně byl 27. dubna 1990 proces spojen s dalšími procesy, a tím vznikla skupina 104 mučedníků z řádu augustiniánů a diecézního kléru.
Dne 1. června 2007 uznal papež Benedikt XVI. jejich mučednictví. Blahořečeni byli 28. října 2007.